# (463895) 2014 UW99
(463895) 2014 UW99 es un asteroide perteneciente al cinturón de asteroides, descubierto el 24 de octubre de 2001 por el equipo Spacewatch desde el Observatorio Nacional de Kitt Peak (Arizona, Estados Unidos).